# Brome (ancienne circonscription fédérale)
Pour les articles homonymes, voir Brome (homonymie).
 (février 2017).
Si vous disposez d'ouvrages ou d'articles de référence ou si vous connaissez des sites web de qualité traitant du thème abordé ici, merci de compléter l'article en donnant les références utiles à sa vérifiabilité et en les liant à la section « Notes et références ».
Brome était une circonscription électorale fédérale dont le territoire couvrait une partie de l'actuelle municipalité régionale de comté de Brome-Missisquoi dans la région québécoise de la Montérégie. Elle a existé de 1867 à 1925.
L'Acte de l'Amérique du Nord britannique de 1867 créa ce qui fut appelé le district électoral de Brome. La circonscription fut fusionnée à Brome-Missiquoi en 1924.

## Géographie
En 1867, la circonscription de Brome comprenait:
- Le comté de Brome
- Les cantons de Bolton, Potton, Sutton, Brome et Farnham

## Députés
1. 1867-1871 — Christopher Dunkin, conservateur
2. 1871¹-1874 — Edward Carter, conservateur
3. 1874-1878 — Nathaniel Pettes, libéral
4. 1878-1880 — Edmund Leavens Chandler, libéral
5. 1880¹-1882 — David Ames Manson, libéral-conservateur
6. 1882-1891 — Sydney A. Fisher, libéral
7. 1891-1896 — Eugène A. Dyer, conservateur
8. 1896-1911 — Sydney A. Fisher, libéral
9. 1911-1917 — George Harold Baker, conservateur
10. 1917-1925 — Andrew Ross McMaster, libéral

¹ = Élections partielles